# Myrcia undulata
Myrcia undulata är en myrtenväxtart som beskrevs av Otto Karl Berg. Myrcia undulata ingår i släktet Myrcia och familjen myrtenväxter. Inga underarter finns listade i Catalogue of Life.